# غونار هيدلاند
غونار هيدلاند (بالسويدية: Gunnar Hedlund)‏ هو سياسي سويدي، ولد في 1 أكتوبر 1900 في Helgum ‏ في السويد، وتوفي في 27 نوفمبر 1989 في ليدينيو ‏ في السويد. نشط حزبياً في حزب الوسط السويدي. وقد انتخب عضو البرلمان السويدي ‏ وانتخب زعيم حزب حزب الوسط السويدي (1949 – 1971).

## وصلات خارجية
- غونار هيدلاند على موقع مونزينجر (الألمانية)
- غونار هيدلاند على موقع ديسكوغز (الإنجليزية)